# Station Angers-Saint-Serge
Station Angers-Saint-Serge was een spoorwegstation in de Franse gemeente Angers.